# Фторированная карборановая кислота

3D-анимация иона карборановой кислоты

2,3,4,5,6,7,8,9,10,11,12-Ундекафтор-1-карба-клозо-додекаборан(12) (журналистское название Фторированная карборановая кислота) — борорганическое соединение с каркасной структурой. На данный момент является сильнейшей известной кислотой, которую можно хранить в лаборатории.
Химическая формула — H(CHB11F11). Карборановая часть молекулы имеет икосаэдрическую структуру.

## Получение
Получена реакцией 1-триметилсилил-2,3,4,5,6,7,8,9,10,11,12-ундекафтор-1-карба-клозо-додекаборана(12) с фтороводородом.

## Свойства
Бесцветное сильно гигроскопичное кристаллическое вещество. С водой и влагой воздуха образует соль гидроксония. Как сильная кислота может реагировать с металлами, стоящими в электрохимическом ряду до водорода, с образованием солей и выделением водорода.
Фторированная карборановая кислота сильнее хлорированной карборановой кислоты. В обычных шкалах измерить силу кислоты не удается, так как кислота протонирует все известные слабые основания и все растворители, в которых она растворяется. Сравнение силы можно провести только по химическим реакциям и спектральными способами.
Также как и хлорированная карборановая кислота протонирует бензол, давая стабильную соль бензолия. Протонирует фуллерен-60, диоксид серы, хлорметан.
В отличие от хлорированной карборановой кислоты реагирует с гексаном при комнатной температуре с выделением водорода и образованием соли третичного карбкатиона, протонирует N2O, CO2.